# Zahara de los Atunes

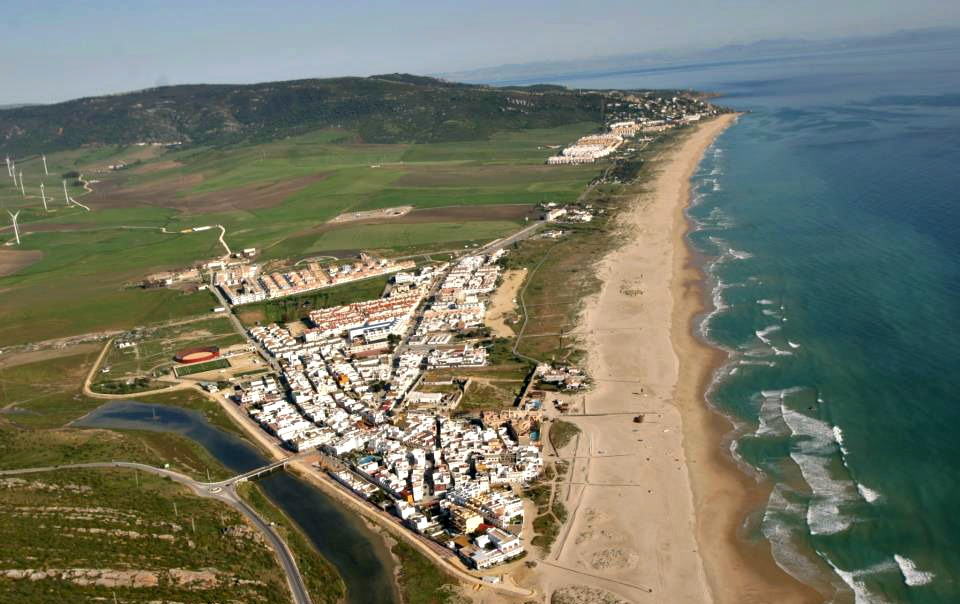
Zahara de los Atunes vista do céu

Zahara de los Atunes é uma entidade local autónoma pertencente ao município espanhol de Barbate, na província de Cádiz, Andaluzia.
Segundo as estimativas oficiais do Instituto Nacional de Estatística (INE) relativas ao censo de 2012, Zahara de los Atunes tinha 1250 habitantes. A localidade costeira está situada no sul da província de Cádiz, ao pé da Sierra del Retín, nas margens do rio Cachón e do oceano Atlântico. A sul é fronteira ao município de Tarifa e a norte a Barbate. Fica a 73 km da capital de província e a 177 km de Sevilha.

## História
As suas raízes encontrar-se-ão na época dos fenícios, embora até ao século XVI não existisse nada parecido com um núcleo urbano. As origens provêm, como o nome indica, da pesca de atum, sendo uma das "almadrabas" mais importantes da Andaluzia (a almadraba é uma  arte de pesca tradicional de atum que já era usada no tempo da Antiga Roma).

## Turismo
Zahara de los Atunes conserva uma das últimas grandes praias das Andaluzia sem grandes agressões urbanísticas. Mesmo assim, no verão alberga cerca de 20000 pessoas, mais que decuplicando a população residente.

## Imagens

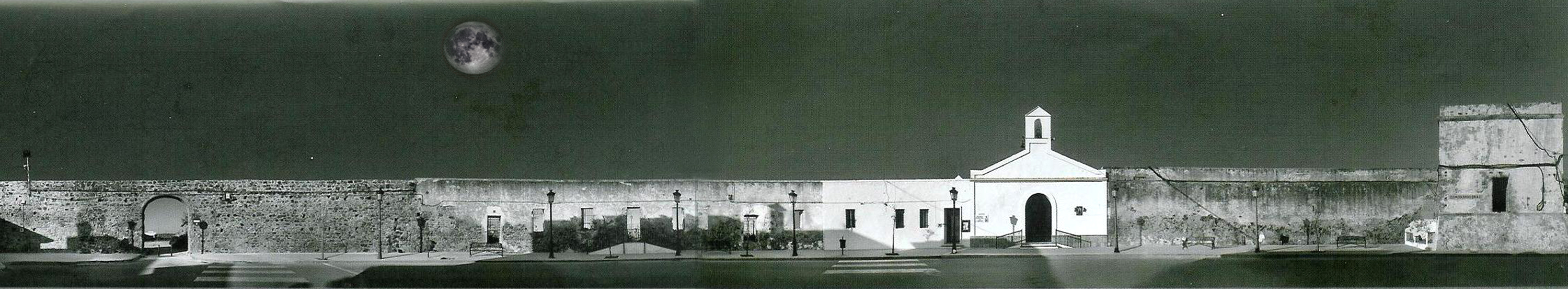
Muralhas do Palácio

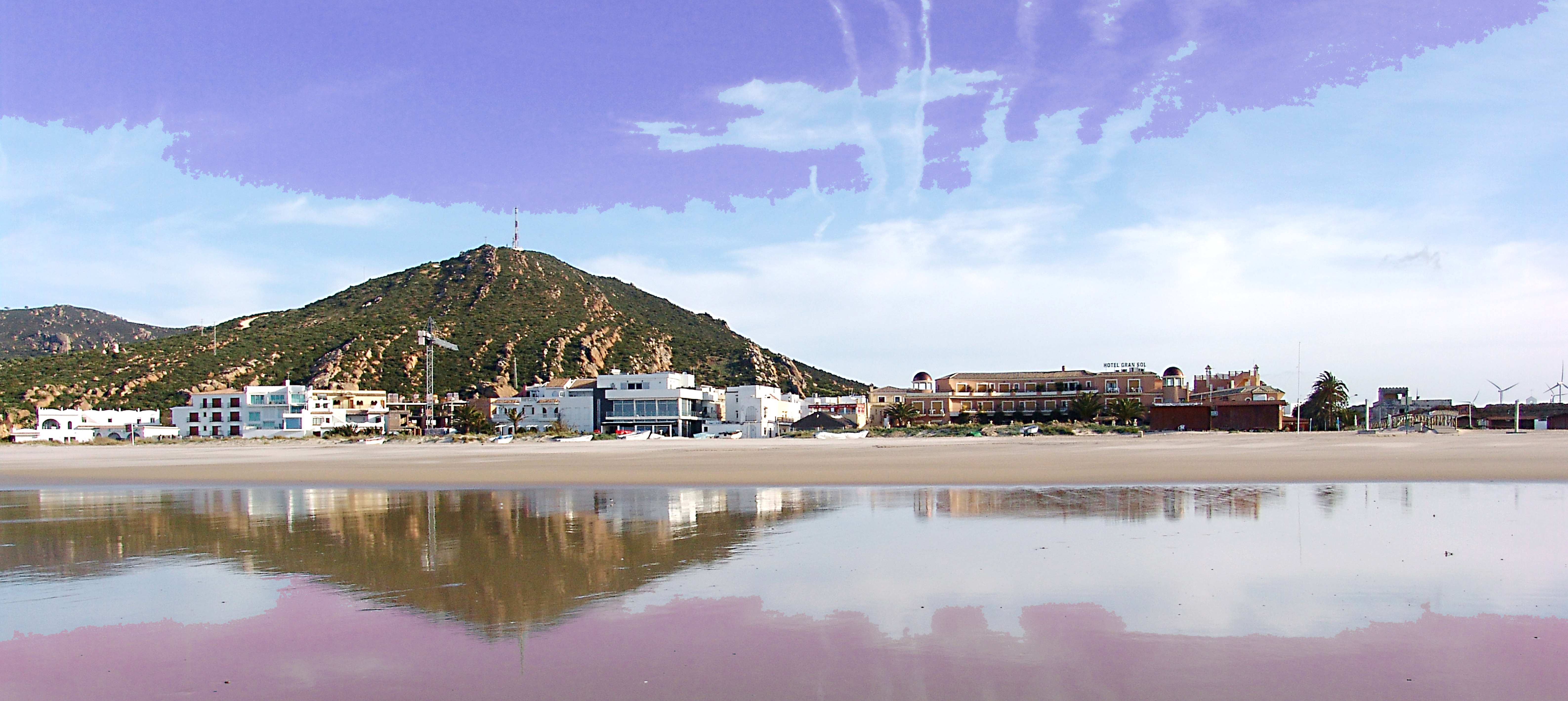
Panorâmica de Zahara.
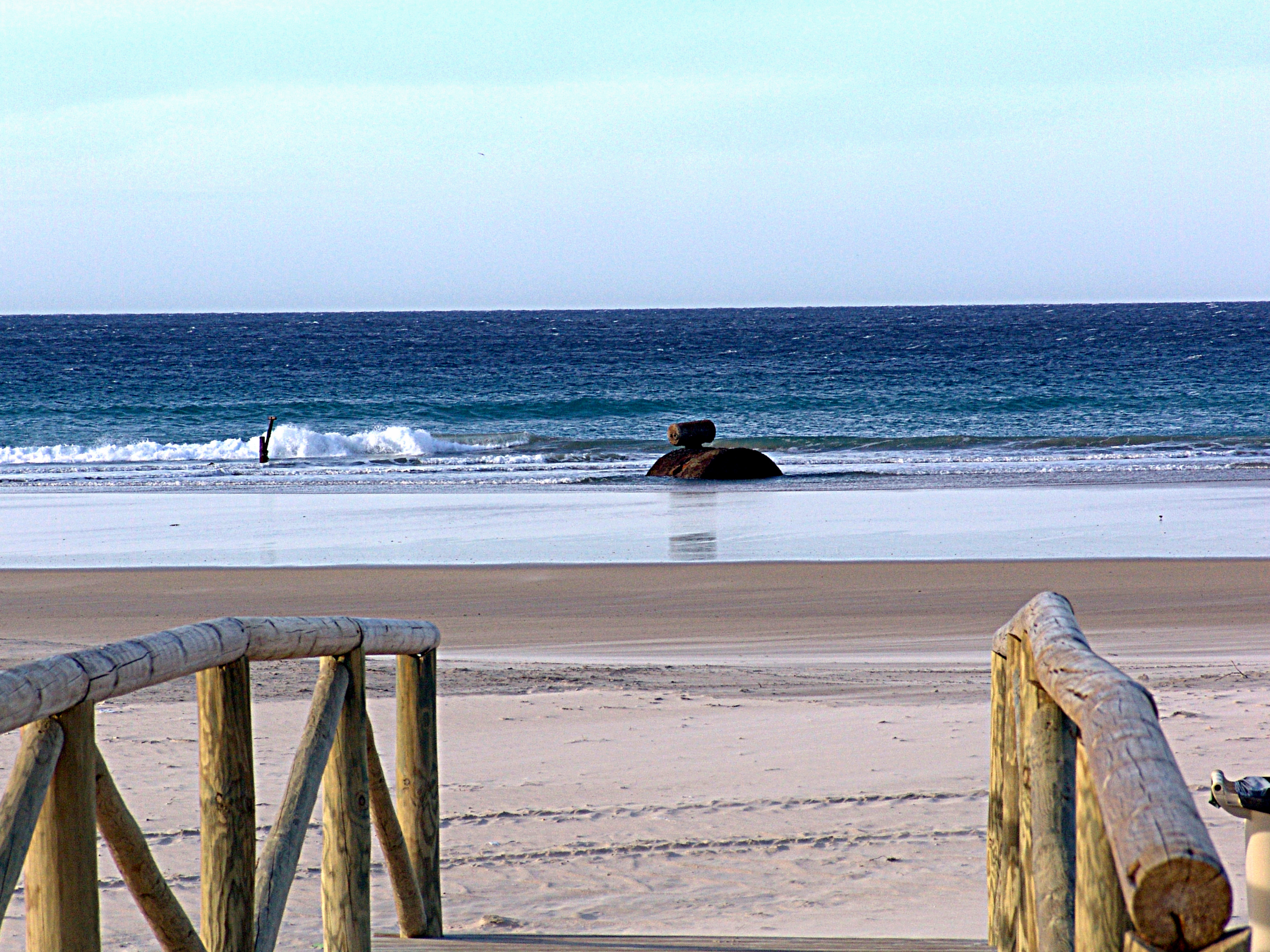
Antigo barco afundado frente à costa de Zahara.
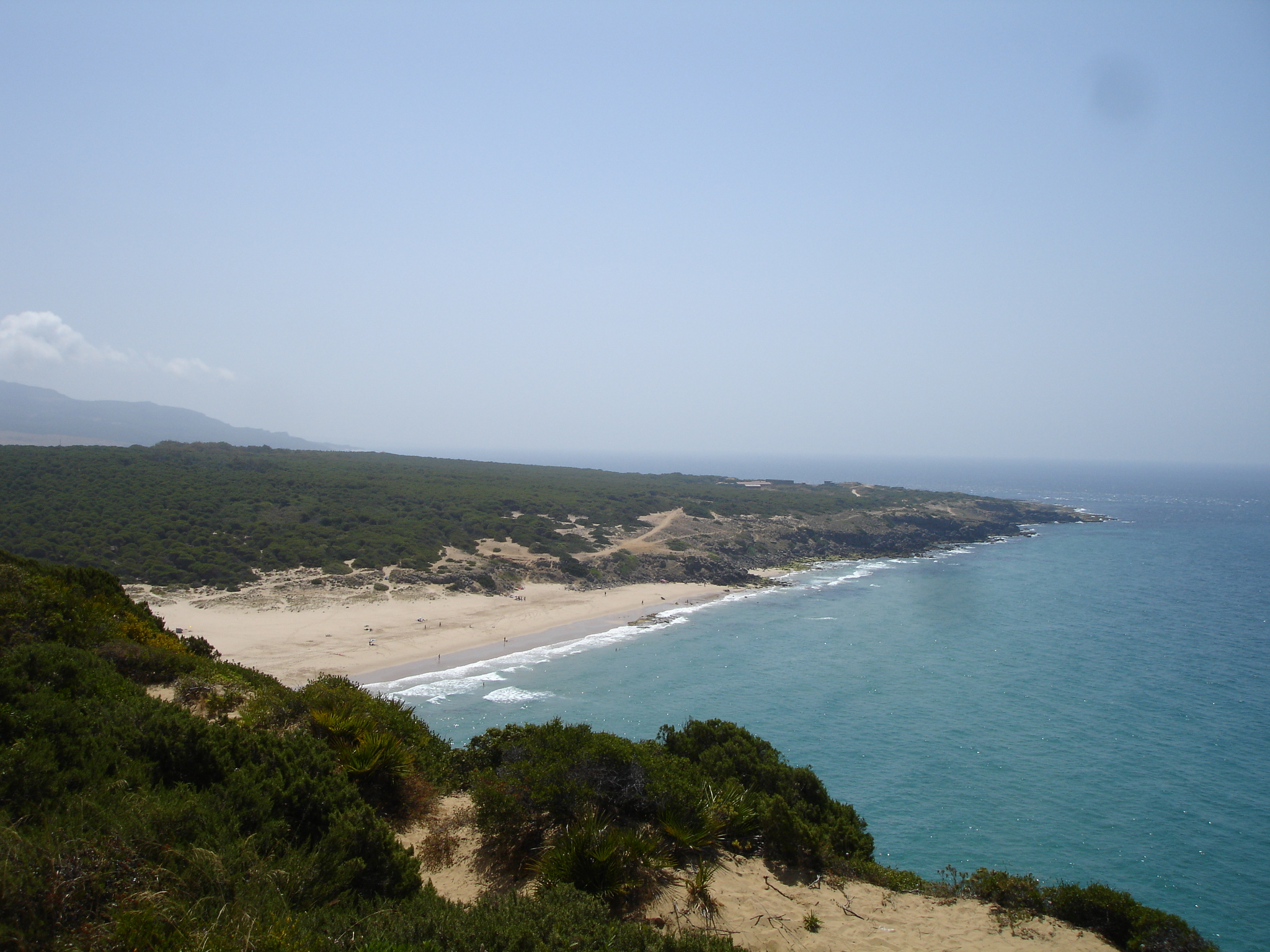
Praia de El Cañuelo, pertenecente a Tarifa, vista do cabo de Gracia, perto de Zahara.
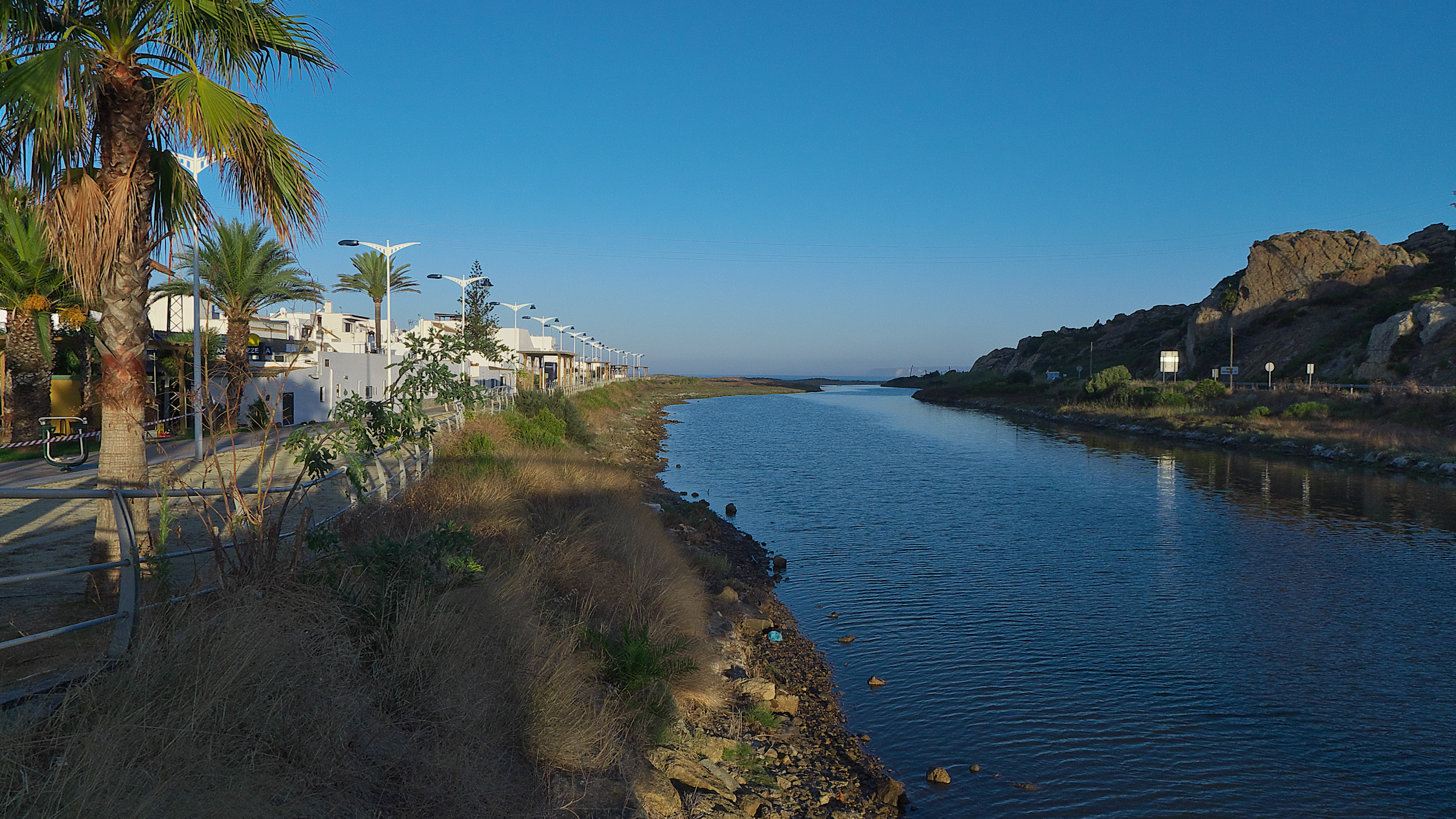
Rio Cachón
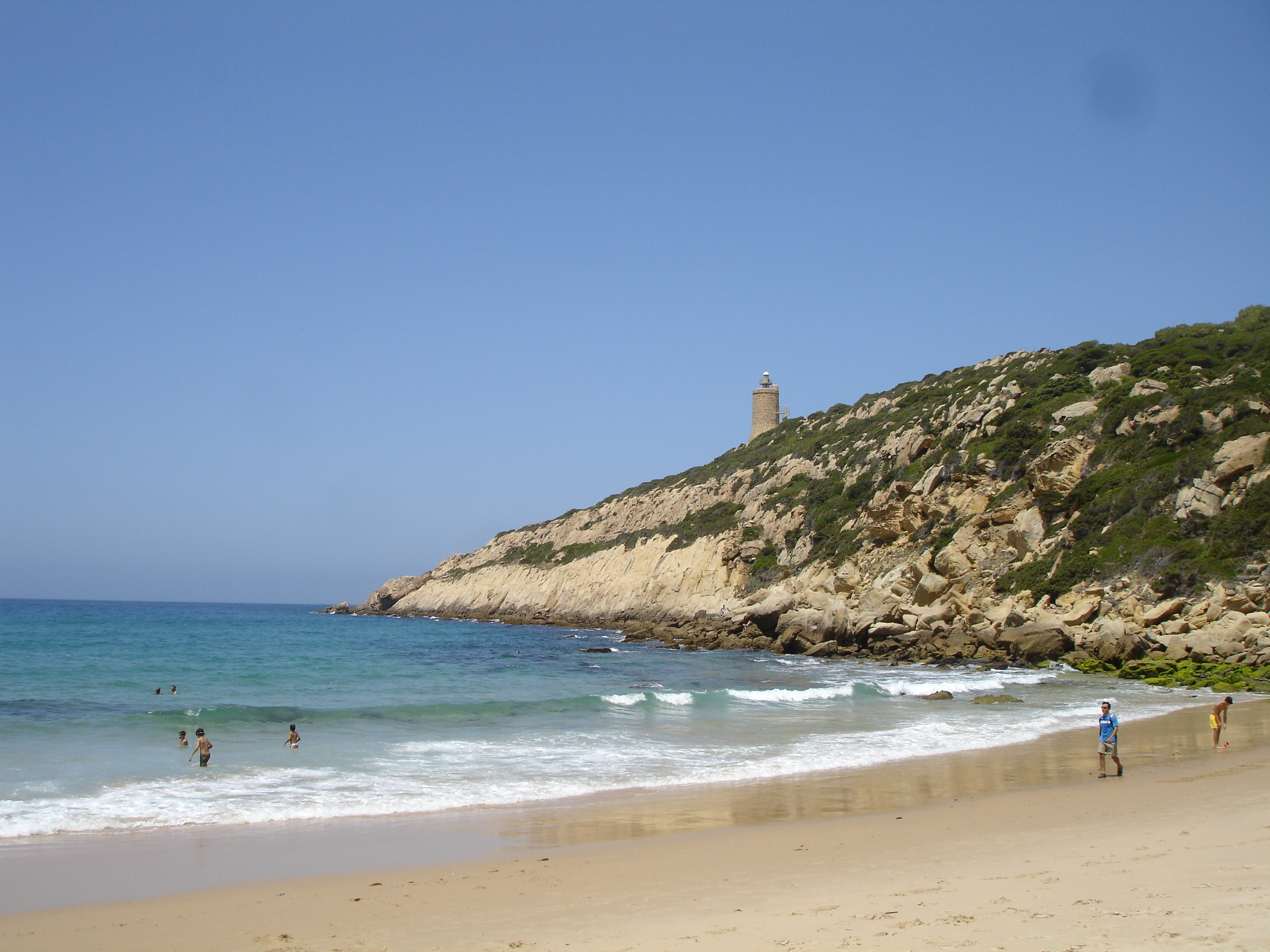
Praia de El Cañuelo